# إعصار ويلما
كان إعصار ويلما أحد الأعاصير المدارية الأكثر شدة في حوض المحيط الأطلسي وثاني أشد الأعاصير المدارية في نصف الكرة الغربي، وكلاهما بناءً على الضغط الجوي، بعد إعصار باتريشيا في عام 2015. أدى الاشتداد السريع لإعصار ويلما إلى انخفاض الضغط على مدار 24 ساعة بمقدار 97 ملي بار (2.9 بوصة زئبقية)، محققًا رقمًا قياسيًا جديدًا للحوض. في ذروته، انكمشت عين إعصار ويلما إلى أدنى قطر قياسي بلغ 2.3 ميل (3.7 كم). في موسم الأعاصير الأطلسية القياسي لعام 2005،كان إعصار ويلما هو العاصفة الثانية والعشرين، والإعصار الثالث عشر، والسادس من حيث الأعاصير الكبرى، والإعصار الرابع من الفئة 5،وثاني أكثر الأعاصير تكلفة.
نشأت العاصفة من منخفض استوائي تشكل في البحر الكاريبي بالقرب من جامايكا في 15 أكتوبر، واتجه غربًا، واشتدت إلى عاصفة استوائية بعد يومين، والتي تحولت فجأة نحو الجنوب وأطلق عليها اسم ويلما. استمرت ويلما في التعزيز، وأصبحت في النهاية إعصارًا في 18 أكتوبر. بعد ذلك بوقت قصير، حدث تكثيف متفجر، وفي غضون 24 ساعة فقط، أصبحت ويلما إعصارًا من الفئة 5 بسرعة رياح تبلغ 185 ميلاً في الساعة (295 كم / ساعة). استقرت شدة ويلما ببطء بعد أن أصبحت إعصارًا من الفئة 5، وانخفضت الرياح إلى 150 ميلاً في الساعة (240 كم / ساعة) قبل أن تصل إلى شبه جزيرة يوكاتان يومي 20 و 21 أكتوبر. بعد عبور يوكاتان، ظهرت ويلما في خليج المكسيك كإعصار من الفئة 2. مع بدء تسارعه نحو الشمال الشرقي، حدث إعادة تكثيف تدريجي، وتم ترقية الإعصار إلى حالة الفئة 3 في 24 أكتوبر. بعد ذلك بوقت قصير، هبط ويلما في كيب رومانو بولاية فلوريدا، مع رياح بلغت سرعتها 120 ميلاً في الساعة (190 كم / ساعة). أثناء عبور ويلما فلوريدا، ضعف لفترة وجيزة مرة أخرى إلى إعصار من الفئة 2، لكنه اشتد مرة أخرى عندما وصل إلى المحيط الأطلسي. اشتد الإعصار إلى إعصار من الفئة 3 للمرة الأخيرة، قبل أن يضعف أثناء تسارعه باتجاه الشمال الشرقي. بحلول 26 أكتوبر، تحول ويلما إلى إعصار خارج المداري جنوب شرق نوفا سكوشا.

في وقت مبكر من مدة ويلما، تسببت الفيضانات والانهيارات الأرضية في وفاة 12 شخصًا في هايتي ووفاة واحدة وحوالي 93.5 مليون دولار في الأضرار في جامايكا. شهدت شبه جزيرة يوكاتان رياحًا شديدة وهطول أمطار غزيرة وارتفاع كبير في العواصف. ألحق إعصار ويلما أضرارًا بنحو 28.980 منزلًا و473 مدرسة. وتسبب الإعصار في أضرار بلغت قيمتها 4.6 مليار دولار وثماني وفيات في المكسيك. وفي كوبا، ألحقت العاصفة أضرارًا بالمحاصيل والطرق والسكك الحديدية و7.149 منزلًا و364 مدرسة و3 مستشفيات. ودُمر ما مجموعه 446 مسكنًا. وبلغت الأضرار في جميع أنحاء كوبا حوالي 704 مليون دولار. وفي فلوريدا، أثرت الرياح القوية على معظم الأجزاء الجنوبية من الولاية، بينما أدى ارتفاع العواصف إلى فيضانات ساحلية، وخاصة في مقاطعتي كولير ومونرو. وتكبدت الأولى، حيث ضربت العاصفة اليابسة، أضرارًا بلغت قيمتها حوالي 1.2 مليار دولار، حيث تأثر 16.000 شركة ومنزل بدرجة ما. وفي منطقة ميامي الحضرية، أبلغت مقاطعة بالم بيتش عن أضرار لحقت بنحو 59.000 شركة ومنزل، بينما أصبح 5.111 مسكنًا في مقاطعة بروارد وما لا يقل عن 2.059 مسكنًا آخر في مقاطعة ميامي داد غير صالح للسكن. بلغت قيمة الأضرار التي لحقت بولاية فلوريدا نحو 19 مليار دولار، كما أسفرت عن 30 حالة وفاة. وفي جزر الباهاما، تسببت ويلما في وفاة شخص واحد وإلحاق الضرر أو تدمير مئات المنازل، معظمها في جزيرة باهاما الكبرى. وفي المجمل، تم الإبلاغ عن 52 حالة وفاة على الأقل وبلغت قيمة الأضرار 26.5 مليار دولار، معظمها (20.6 مليار)في الولايات المتحدة.

## تاريخ الأرصاد الجوية للإعصار
في منتصف أكتوبر 2005، تطور نظام كبير يشبه الرياح الموسمية في البحر الكاريبي. تشكلت منطقة ضغط منخفض واسعة في 13 أكتوبر إلى الجنوب الشرقي من جامايكا، والتي أصبحت أكثر تحديدًا ببطء مع اكتساب المزيد من الحمل الحراري العميق. في 15 أكتوبر في الساعة 18:00 بالتوقيت العالمي المنسق، صنف المركز الوطني للأعاصير (NHC) النظام على أنه منخفض استوائي أربعة وعشرون بينما يقع على بعد حوالي 220 ميلاً (350 كم) شرق جنوب شرق جراند كايمان. انجرف المنخفض غربًا إلى الجنوب الغربي عبر بيئة مواتية، بما في ذلك درجات حرارة سطح البحر الدافئة، بسبب منطقة الضغط المرتفع فوق خليج المكسيك، وإعصار مضاد في منتصف التروبوسفير إلى الشرق والشمال الشرقي من العاصفة، وتدفق توجيه ضعيف وغير محدد جيدًا. تحول المنخفض إلى الجنوب الغربي واشتدت قوته إلى عاصفة استوائية في 17 أكتوبر، حيث أطلق عليه المركز الوطني للأعاصير اسم ويلما. كان التكثيف الأولي بطيئًا، بسبب حجم ويلما الكبير وتدرج الضغط المسطح، على الرغم من أن الحمل الحراري المرتبط به نظم تدريجيًا.
في 18 أكتوبر، انحنى ويلما باتجاه الغرب والشمال الغربي واشتدت قوته إلى إعصار، ثم خضع بعد ذلك لتعمق متفجر فوق المياه المفتوحة للبحر الكاريبي. في فترة 30 ساعة حتى 19 أكتوبر، انخفض الضغط الجوي لويلما من 982 إلى 882 مليبار (29.0 إلى 26.0 بوصة زئبقية)؛ مما جعل ويلما أشد إعصار أطلسي مسجل، بناءً على الضغط. خلال نفس فترة التكثيف، زادت الرياح إلى ذروة شدة 185 ميلاً في الساعة (295 كم / ساعة)، مما جعل ويلما من الفئة 5 على مقياس سافير-سيمبسون. تسببت دورة استبدال جدار العين في إضعاف ويلما إلى ما دون حالة الفئة 5 في 20 أكتوبر. ثم انجرفت العاصفة باتجاه الشمال الغربي نحو شبه جزيرة يوكاتان بالمكسيك نتيجة لزيادة التلال متوسطة المستوى إلى الشمال الشرقي. في وقت متأخر من يوم 21 أكتوبر، هبطت ويلما على جزيرة كوزوميل، كوينتانا رو، مع رياح مستمرة بلغت سرعتها 150 ميلاً في الساعة (240 كم / ساعة). بعد حوالي ست ساعات، الساعة 03:30 بتوقيت جرينتش في اليوم التالي، هبطت ويلما مرة أخرى على البر الرئيسي المكسيكي بالقرب من بويرتو موريلوس، ولكن مع انخفاض سرعة الرياح إلى 135 ميلاً في الساعة (215 كم / ساعة).
| المرتبة        | الإعصار      | الموسم | الضغط | الضغط |  |
| -------------- | ------------ | ------ | ----- | ----- |  |
| المرتبة        | الإعصار      | الموسم |       |       |  |
| المرتبة        | الإعصار      | الموسم | hPa   | inHg  |  |
| 1              | ويلما        | 2005   | 882   | 26.05 |  |
| 2              | جيلبرت       | 1988   | 888   | 26.23 |  |
| 3              | "يوم العمال" | 1935   | 892   | 26.34 |  |
| 4              | ريتا         | 2005   | 895   | 26.43 |  |
| 5              | ميلتون       | 2024   | 897   | 26.49 |  |
| 6              | ألين         | 1980   | 899   | 26.55 |  |
| 7              | كاميل        | 1969   | 900   | 26.58 |  |
| 8              | كاترينا      | 2005   | 902   | 26.64 |  |
| 9              | ميتش         | 1998   | 905   | 26.73 |  |
| 9              | دين          | 2007   | 905   | 26.73 |  |
| المصدر: HURDAT |              |        |       |       |  |

ضعف الإعصار فوق شبه جزيرة يوكاتان إلى شدة من الفئة 2، لكنه استعاد قوته تدريجيًا بمجرد وصوله إلى خليج المكسيك، على الرغم من الزيادة الكبيرة في القص الرياحي. اشتدت قوة ويلما مرة أخرى إلى إعصار من الفئة 3 في وقت مبكر من يوم 24 أكتوبر مع تسارعه إلى الشمال الشرقي، بقيادة منخفض قوي. بعد المرور شمال غرب فلوريدا كيز، ضرب الإعصار جنوب غرب فلوريدا بالقرب من كيب رومانو حوالي الساعة 10:30 بالتوقيت العالمي المنسق مع رياح بلغت سرعتها 120 ميلاً في الساعة (190 كم / ساعة). عبر ويلما الولاية بسرعة وضعفت إلى إعصار من الفئة 2، وخرج إلى المحيط الأطلسي بالقرب من كوكب المشتري. اشتدت قوة الإعصار لفترة وجيزة إلى إعصار من الفئة 3 أثناء مروره شمال جزر الباهاما في وقت لاحق من يوم 24 أكتوبر أثناء امتصاص العاصفة الاستوائية الأصغر ألفا إلى الشرق. مر الإعصار غرب برمودا في 25 أكتوبر. وبعد أن اخترق الهواء البارد وقص الرياح قلب الحمل الحراري، تحول ويلما إلى إعصار خارج مداري في 26 أكتوبر على بعد حوالي 230 ميلاً (370 كم) جنوب شرق هاليفاكس، نوفا سكوشا، قبل أن تمتصه عاصفة خارج مدارية أخرى بعد يوم واحد فوق كندا الأطلسية.